# ماك سوفت جيمز
ماك سوفت جيمز (بالإنجليزية: MacSoft Games)‏ هي شركة أمريكية ناشرة وناقلة لألعاب الفيديو، تأسست عام 1993 و مقرها مينيسوتا ، الولايات المتحدة . تقوم بنقل ألعاب ميكروسوفت ويندوز إلى ماكنتوش . في 2003 أعلنت ديستنير (Destineer) استحواذها على ماك سوفت .

## ألعاب قامت بنشرها
- أيج أوف إمبايرز (لعبة فيديو)
- أيج أوف إمبايرز: ذي أيج أوف كينغز
- أيج أوف إمبايرز 3: ذا وور شيفز
- أيج أوف إمبايرز 3: ذي أيجن داينستيز
- أيج أوف ميثولوجي
- سيفيليزيشن 2
- Deadlock: Planetary Conquest
- دوك نوكيم 3دي
- فول أوت
- هيلو: كومبات إفولفد
- Lode Runner 2
- Master of Orion II
- ماكس باين
- ليالي بدون شتاء
- كوايك
- Railroad Tycoon
- Railroad Tycoon 3
- توم كلانسي رينبو سكس (لعبة فيديو)
- نهضة الأمم
- تروبيكو 2
- Unreal
- Unreal Tournament 2004
- زو تايكون 2